# Etoumbi
Etoumbi ist eine Stadt in der Provinz Cuvette-Ouest im Nordwesten der Republik Kongo am Fluss Likouala. Haupteinkommensquelle der Einwohner ist die Jagd in den örtlichen Wäldern.

## Ebola-Virus
In Etoumbi gab es in letzter Zeit vier Ausbrüche des Ebola-Virus, von denen man annimmt, dass sie durch den Verzehr verendeter Tiere aus den Wäldern durch ansässige Dorfbewohner hervorgerufen wurden. 2003 starben 120 Menschen durch einen Ausbruch. Im Mai 2005 wurde die Stadt unter Quarantäne gestellt.